# DSSS

Bandbredd motsatt signalstyrka.

DSSS, utskrivet Direct-sequence spread spectrum, är en modulationsteknik inom telekommunikation. Som med andra spridda spektrum-teknologier tar den utsända signalen upp mer bandbredd än informationssignalen som moduleras. Namnet spread sprectrum kommer från att bärsignalerna förekommer över hela den utsända signalens bandbredd (spektrum). Det är ett av de alternativ till gränssnitt för WLAN man kan använda.